# Мищенский сельсовет
Мищенский сельсовет — упразднённое сельское поселение в Кочубеевском районе Ставропольского края Российской Федерации.
Административный центр — хутор Мищенский.

## История
Статус и границы сельского поселения установлены Законом Ставропольского края от 4 октября 2004 год № 88-КЗ «О наделении муниципальных образований Ставропольского края статусом городского, сельского поселения, городского округа, муниципального района».
С 16 марта 2020 года, в соответствии с Законом Ставропольского края от 31 января 2020 г. № 7-кз, все муниципальные образования Кочубеевского муниципального района были преобразованы путём их объединения в единое муниципальное образование Кочубеевский муниципальный округ.

## Население
| 1989  | 2002  | 2010  | 2011  | 2012  | 2013  | 2014  |
| ----- | ----- | ----- | ----- | ----- | ----- | ----- |
| 1646  | ↗1649 | ↘1518 | ↘1516 | ↘1507 | ↘1501 | ↗1509 |
| 2015  | 2016  | 2017  | 2018  | 2019  | 2020  |       |
| ↘1505 | ↘1477 | ↘1459 | ↘1444 | ↘1429 | ↘1405 |       |

### Национальный состав
По итогам переписи населения 2010 года проживали следующие национальности (национальности менее 1 %, см. в сноске к строке "Другие"):
| Национальность | Численность | Процент |
| -------------- | ----------- | ------- |
| Русские        | 1340        | 88,27   |
| Армяне         | 53          | 3,49    |
| Украинцы       | 28          | 1,84    |
| Лезгины        | 26          | 1,71    |
| Другие         | 71          | 4,68    |
| Итого          | 1518        | 100,00  |

## Состав сельского поселения
| № | Населённый пункт | Тип населённого пункта        | Население |
| - | ---------------- | ----------------------------- | --------- |
| 1 | Мищенский        | хутор, административный центр | ↗1016     |
| 2 | Степной          | хутор                         | ↘200      |
| 3 | Цветное          | село                          | ↘100      |